# Via Fortebraccio
Via Fortebraccio è una strada del centro storico dell'Aquila.
Decumano orientale dell'impianto urbanistico rinascimentale, seppur di origine medievale, attraversa la città trasversalmente dai Quattro Cantoni fino alle mura dell'Aquila, arrivando precisamente a Porta Bazzano. Via Fortebraccio rappresenta inoltre il confine tra i quartieri storici di San Giorgio a sud-ovest e Santa Maria a nord-est.

## Storia
È dedicata alla memoria del condottiero Andrea Fortebraccio, noto come Braccio da Montone, protagonista del celebre assedio con cui cinse la città tra il 1423 ed il 1424 e che qui perse la vita.

## Descrizione

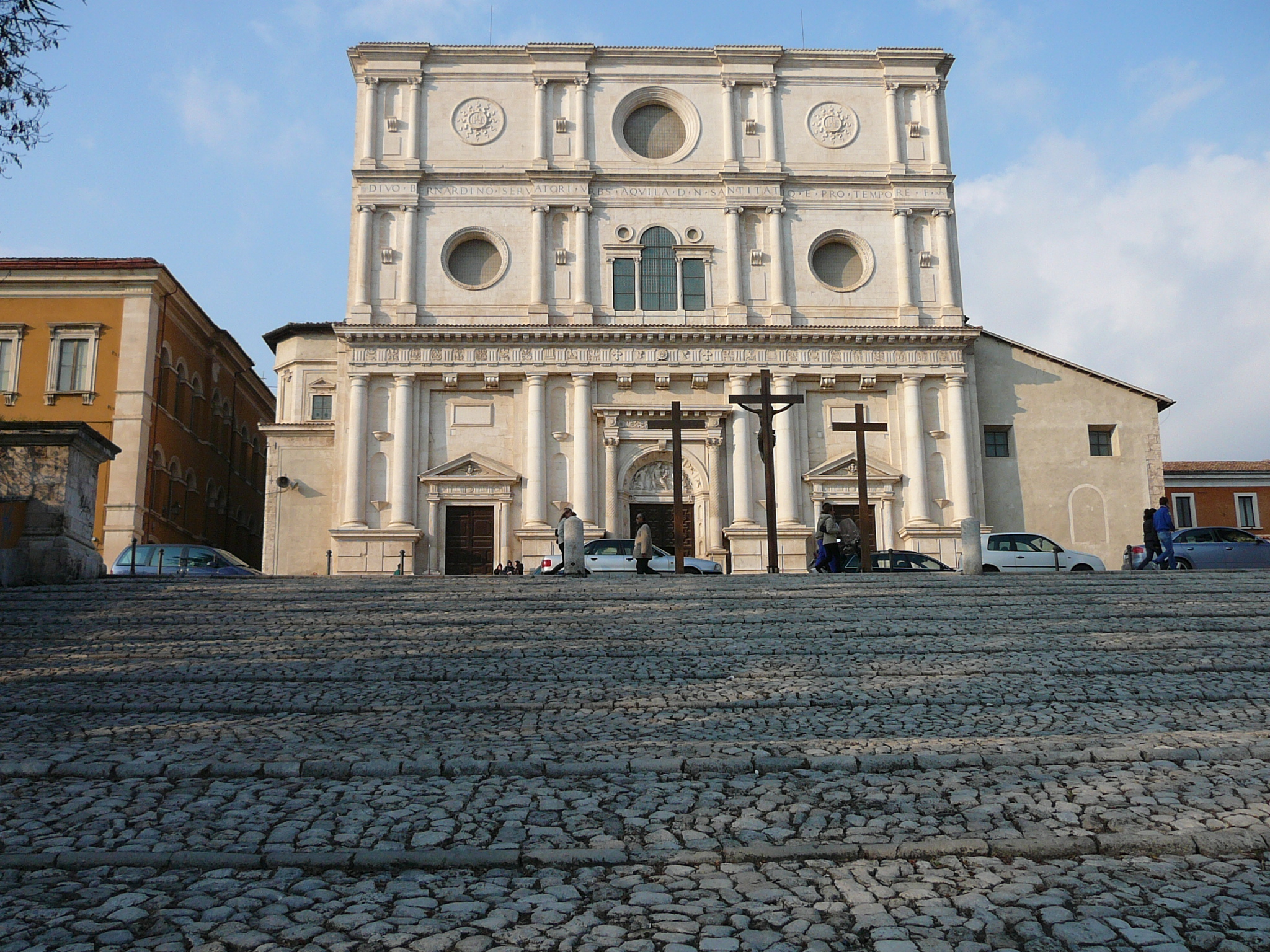
Scalinata e basilica di San Bernardino.

La strada di impianto medievale, vale a dire stretta e incurvata verso l'interno per prevenire le incursioni a cavallo e consentire una maggiore difesa, costituisce il collegamento tra i Quattro Cantoni, centro della città, e la collina di Collemaggio tramite Porta Bazzano. Ha una lunghezza complessiva di circa 500 metri, calcolati dall'incrocio con via San Bernardino e la cinta muraria, nei quali attraversa uno dei quartieri medievali meglio conservati della città, abitato prevalentemente dalla comunità ebrea locale, e lambisce alcune delle architetture più interessanti del capoluogo. 
Sul suo percorso si costeggiano:
- al n. 11, l'antica sede della congrega della Lana con il Portale dell'Arte e della Lana (XV secolo) ad arco a tutto sesto con conci d'imposta in evidenza e cornice articolata;
- piazza Bariscianello, di forma quadrangolare, da cui parte la monumentale scalinata che conduce alla basilica di San Bernardino (XV secolo) con facciata rinascimentale ad opera di Cola dell'Amatrice;
- al n. 12, il Palazzo Santospago-Dragonetti (XVI secolo) con cortile porticato e scalone di accesso;
- al n. 50, il Palazzo Romanelli (XVI secolo) ingresso con affreschi, cortile rinascimentale ed arcate quattrocentesche, cisterna ipogea per la raccolta dell'acqua piovana portale d'ingresso ad arco a pieno sesto con l'inquadratura a bugne e pietre squadrate.
- al n. 54, il Palazzo Alfieri (XV secolo) con facciata rinascimentale con finestroni decorati e portale durazzesco, caratterizzato da un chiostro porticato al suo interno; alla fine dell'800 la vicina chiesa di Santa Maria degli Angeli dei Riformati divenne con il palazzo la sede dell'Istituto delle Suore Missionarie di Gesù Bambino, fondato dall'aquilana Barbara Micarelli;
- al n. 109, la Casa Lepore (XIV secolo) dalla caratteristica struttura a torre, tipica dell'architettura medievale aquilana, con le finestre riccamente decorate e con punta di diamante;
- piazza di Porta Bazzano, di forma triangolare, all'incrocio con le vie di Costa Masciarelli e Costa Picenze che conducono alla Piazza del Duomo, con fontanile (XVI secolo);
- Porta Bazzano (XIII secolo) che in origine presentava un profilo merlato e disponeva di antiporta recintata; la struttura venne profondamente restaurata dopo il terremoto del 1703 (come riporta la data incisa sul concio di chiave, 1705) con l'inserimento di un affresco sul fronte esterno e successivamente arricchita da uno stemma scolpito (1749) e da una targa 1808).

Un altro ingresso ad arco a tutto sesto, detto "sdruciolo dei Ciuchi", porta alla biforcazione per la costa Masciarelli. Superata la cinta muraria, la strada si immette sulla via Caldora che porta alla basilica di Santa Maria di Collemaggio, posta sull'omonimo colle fuori le mura; vi si trova l'ex convento dei Celestini dedicato a San Matteo degli orfani, del XIII secolo, ma ricostruito nel XVIII secolo. È interessante notare come, fino alla costruzione del viadotto di Collemaggio e dunque del collegamento diretto tra il colle dove sorge L'Aquila e quello di Collemaggio, questa fosse la via più breve per raggiungere la basilica.

## Galleria d'immagini

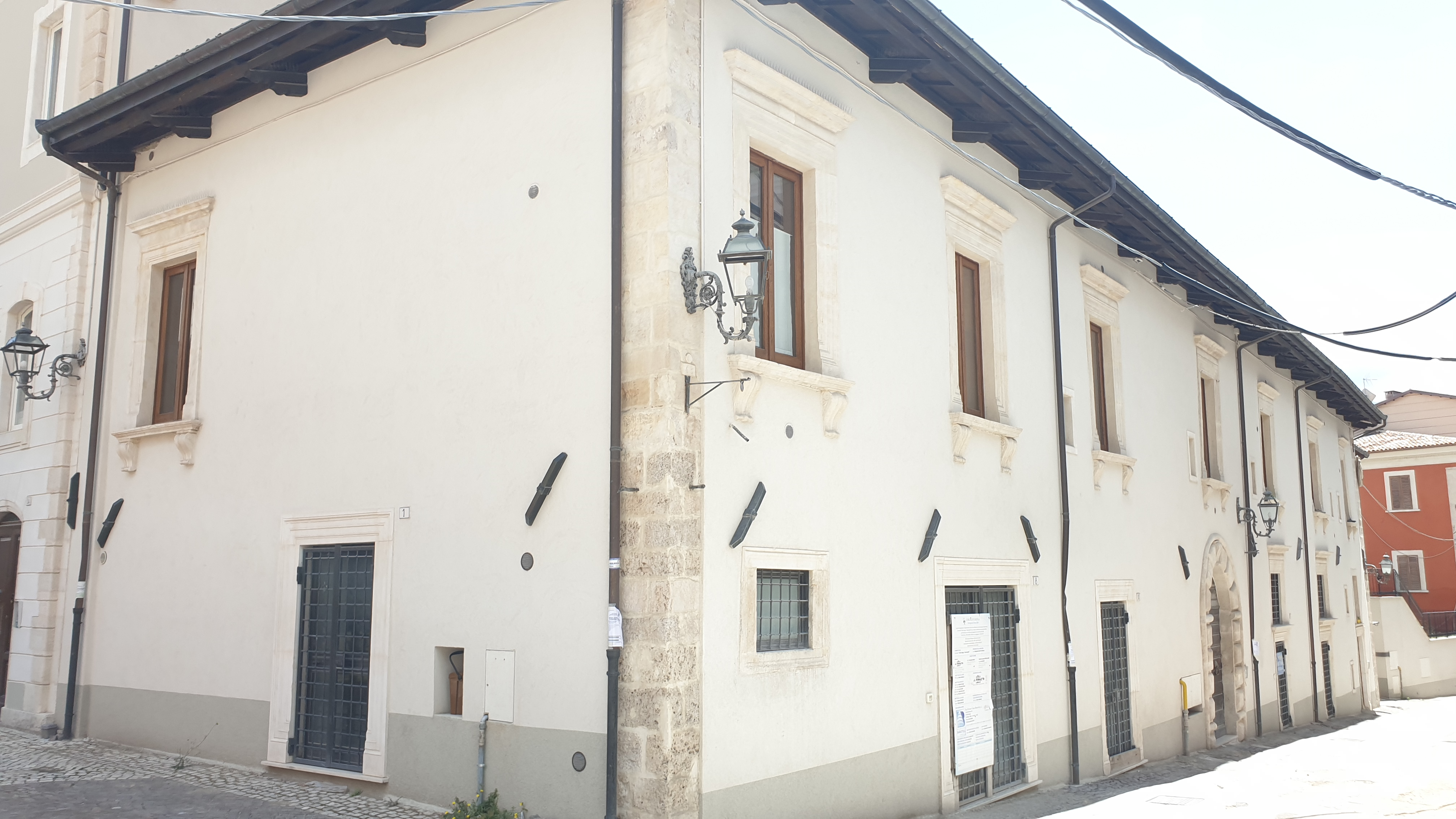
Palazzo Santospago Dragonetti, tra via Fortebraccio e piazza Bariscianello
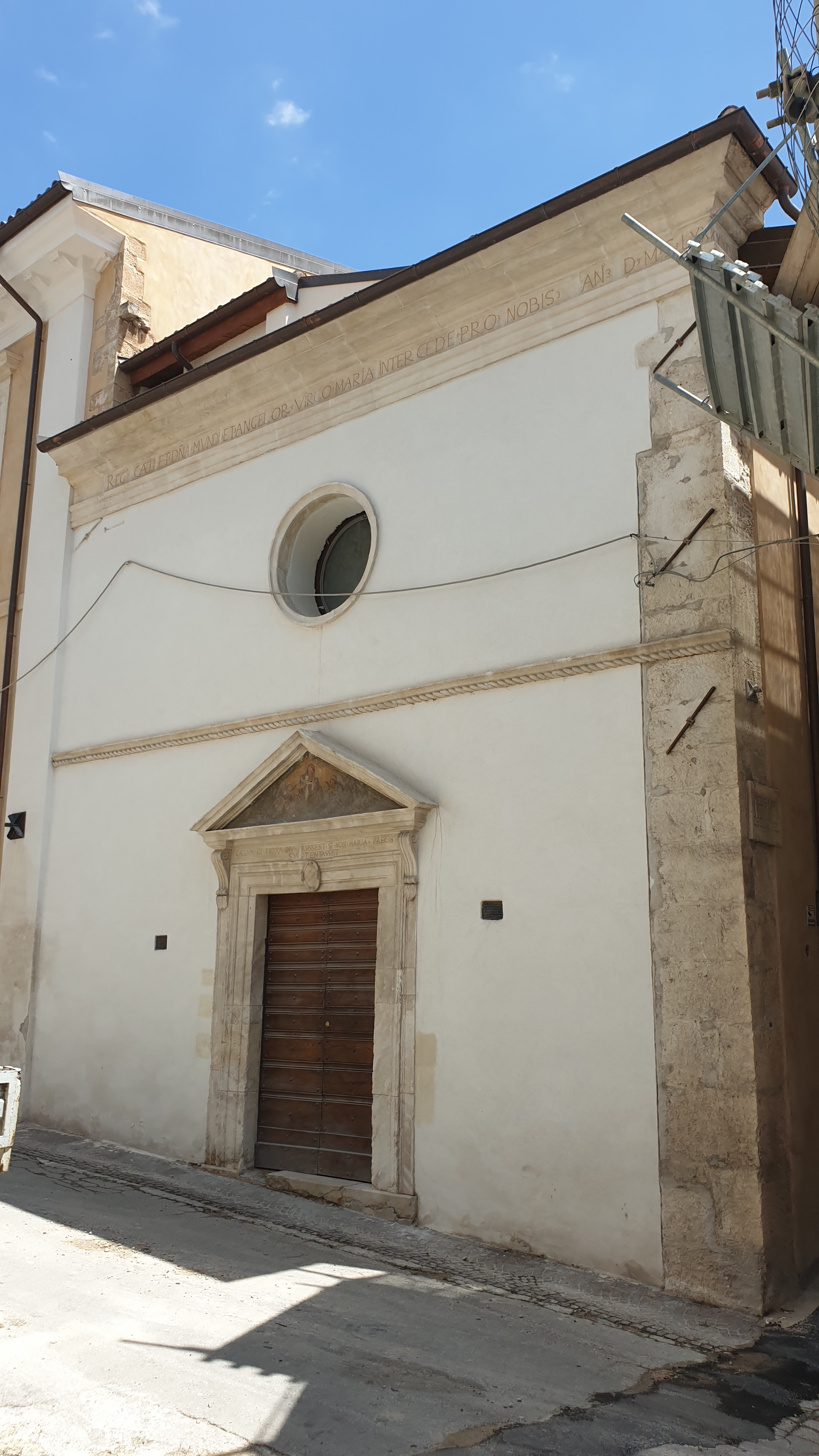
Chiesa di Santa Maria degli Angeli dei Padri Riformati
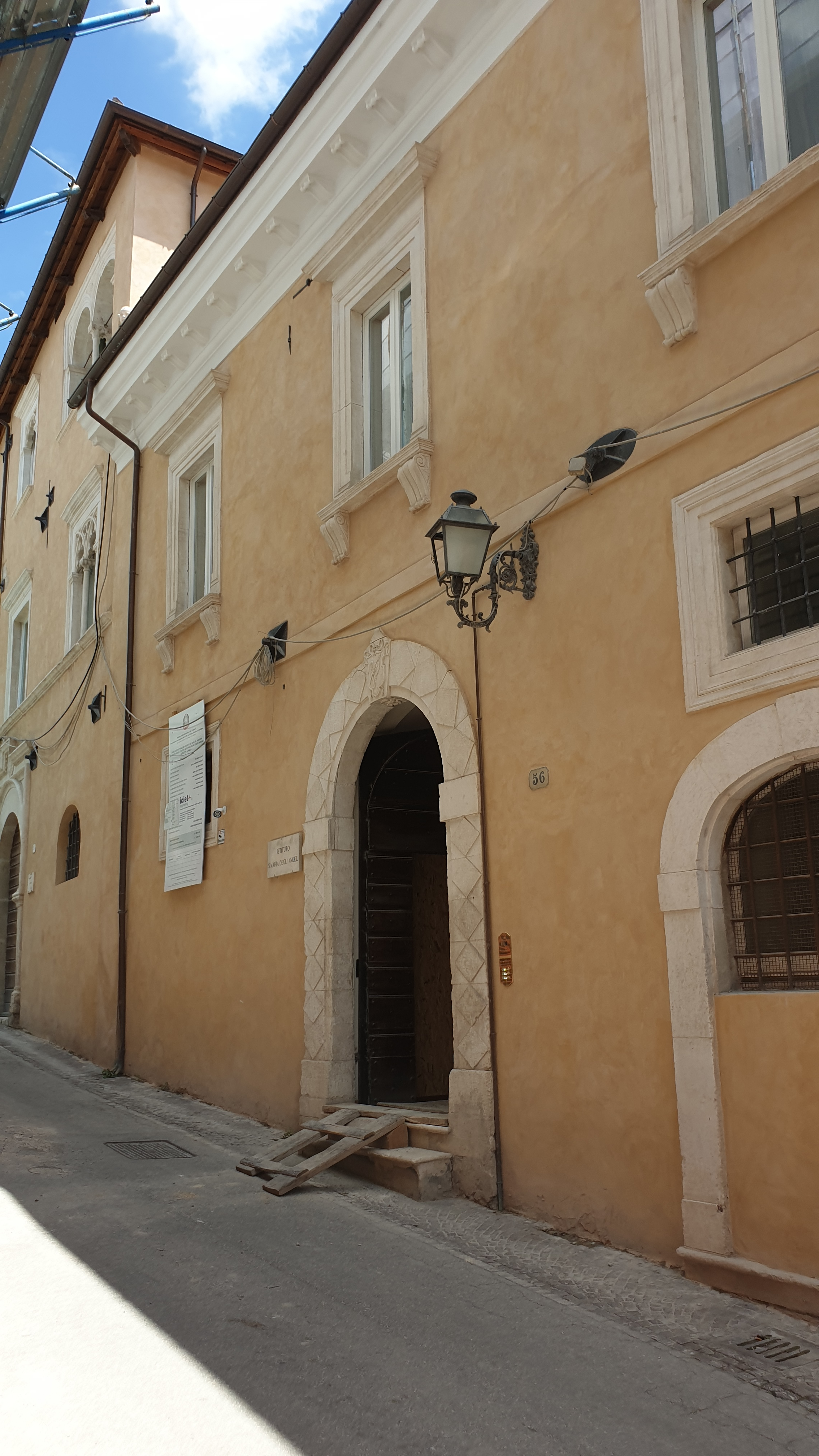
Villa Alfieri, sede delle Suore Missionarie di Gesù Bambino, in via Micarelli
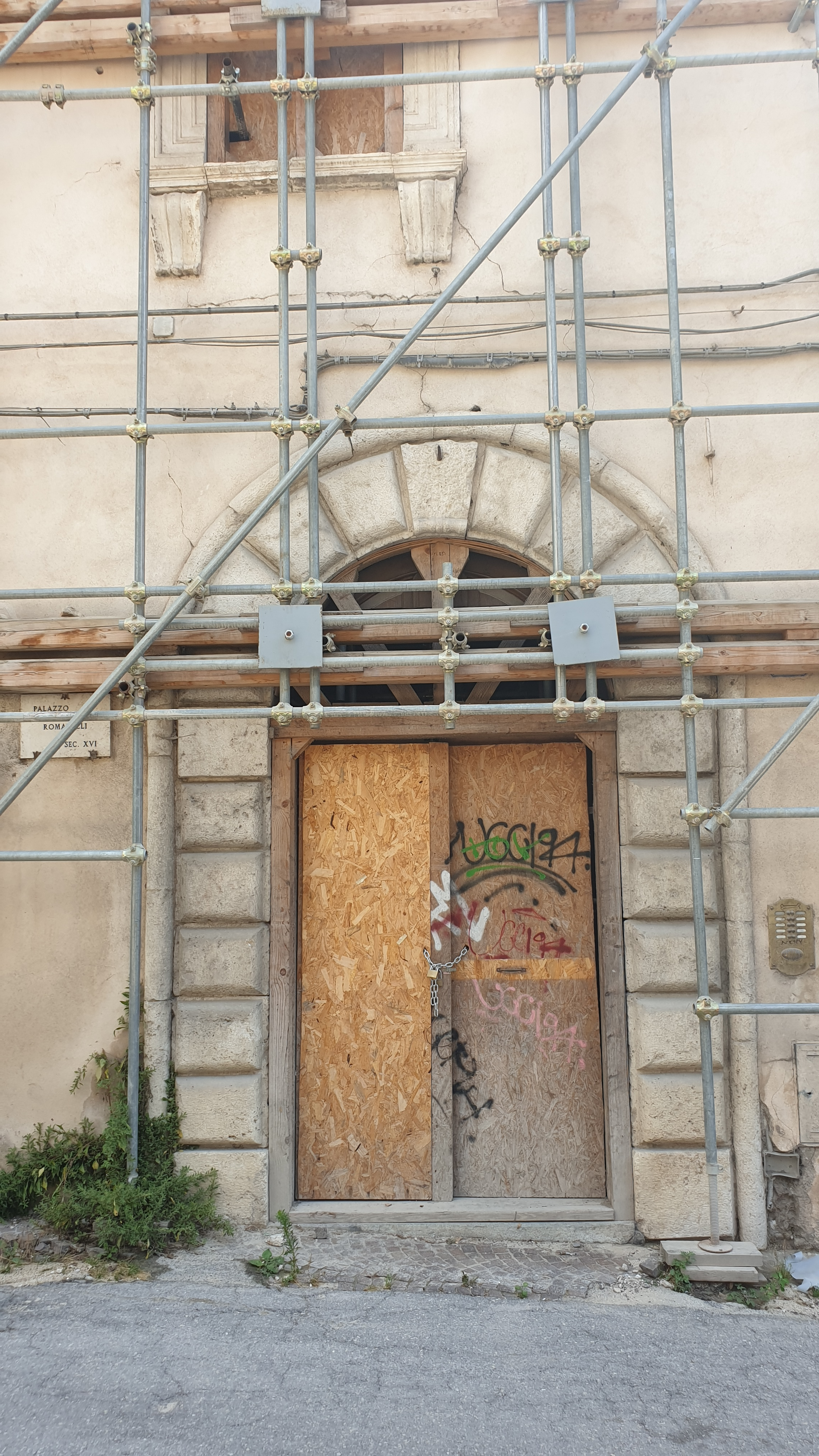
Ingresso a palazzo Romanelli, anno 2019
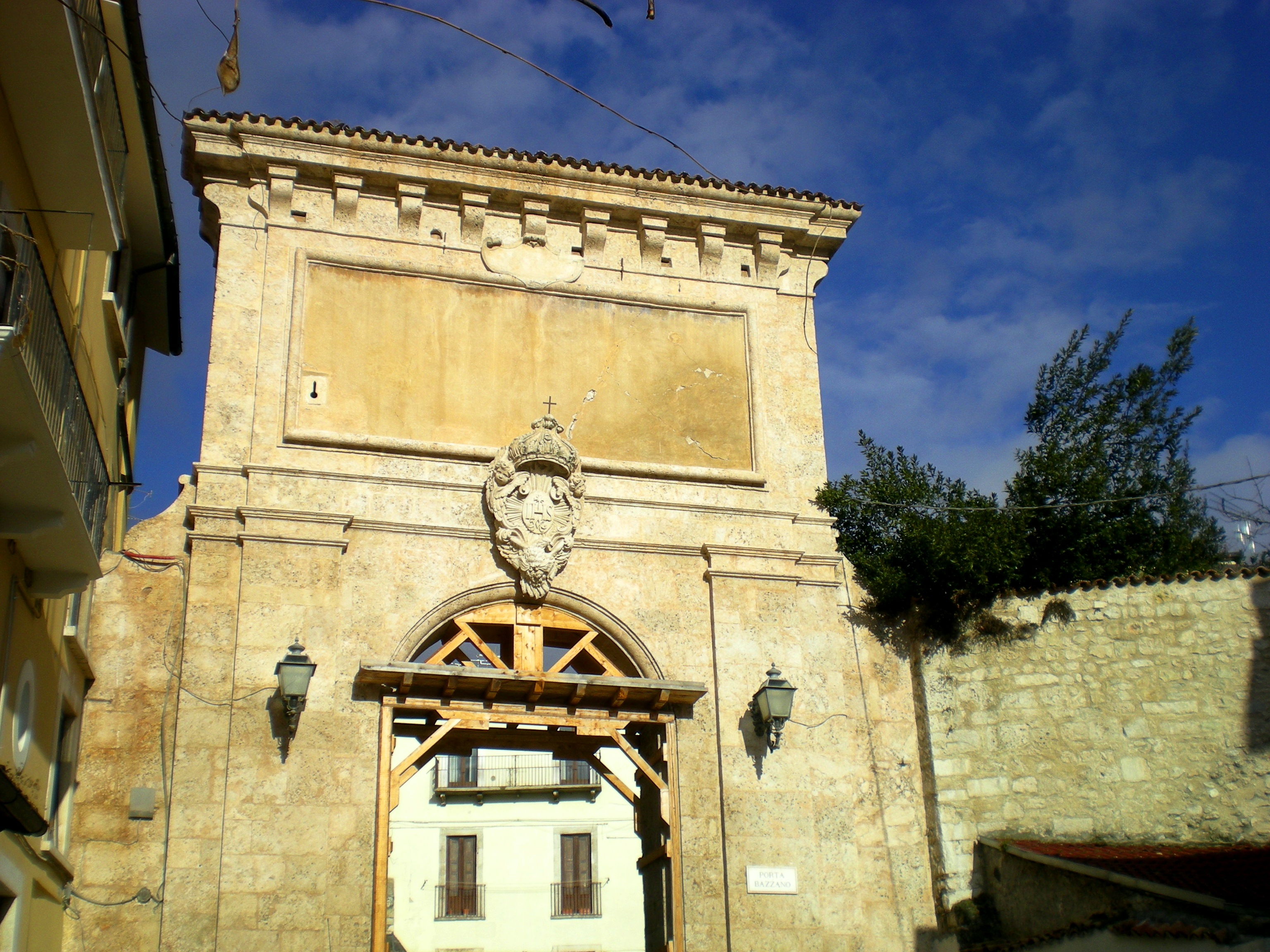
Porta Bazzano nel 2009
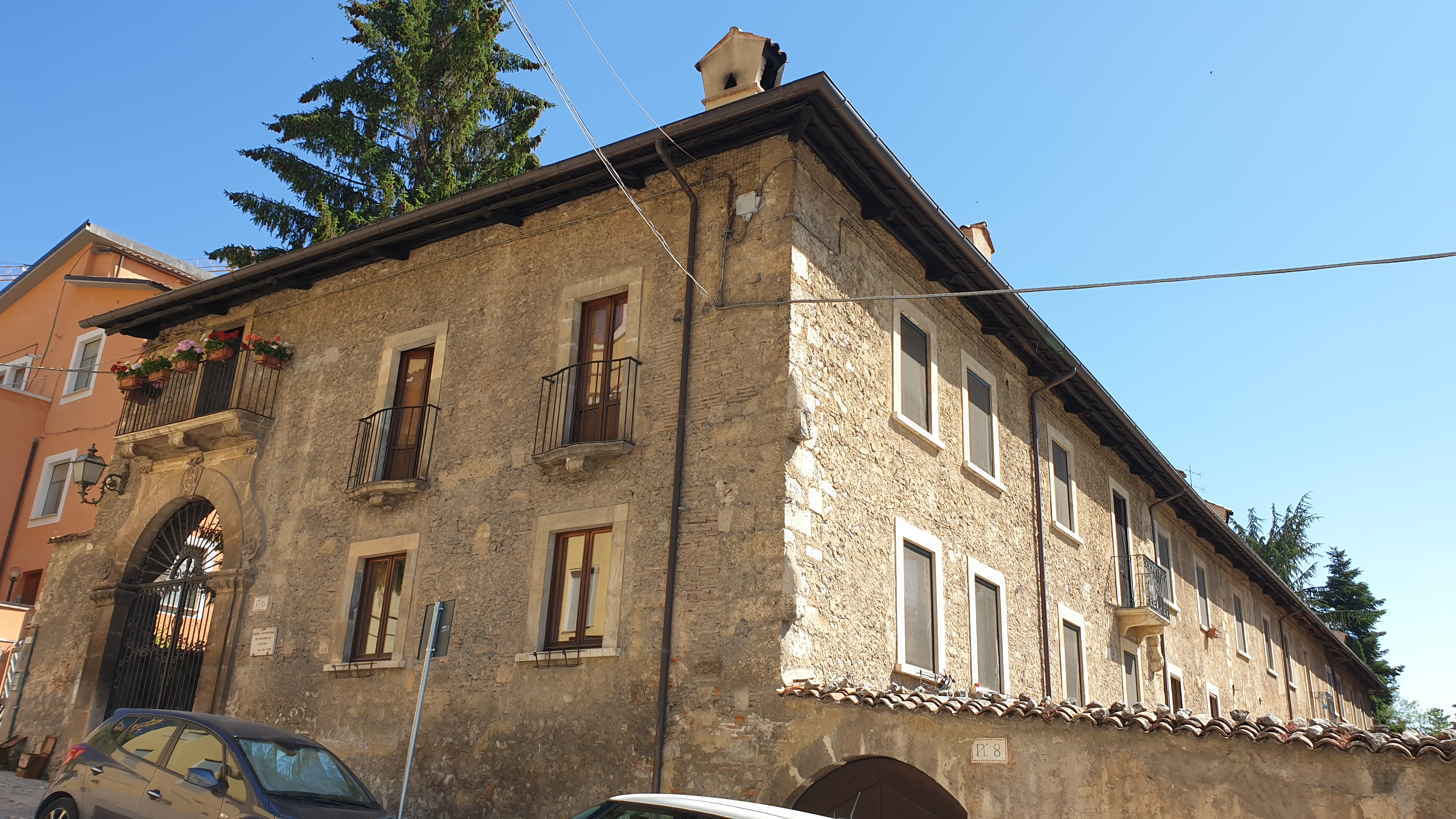
Convento di San Matteo dei Crociferi o degli orfani, in via Caldora